# 村山聖
村山 聖（むらやま さとし、1969年〈昭和44年〉6月15日 - 1998年〈平成10年〉8月8日）は、日本の将棋棋士、九段（追贈）。森信雄七段門下。棋士番号は180。いわゆる「羽生世代」と呼ばれる棋士の一人。
広島県安芸郡府中町出身。血液型はAB型。

## 人物

### 幼少期
3兄姉の次男として生まれる。5歳のとき、腎臓の難病であるネフローゼ症候群にかかっていることが発覚。府中町立府中小学校に入学するも病状が悪化し、広島市民病院の院内学級・引続き広島県立原養護学校（国立療養所原病院に隣接）で6年生の1月まで過ごす。ともに入院していた子が亡くなることもあったという。
入院中に父から将棋を教わり、それに没頭するようになる。体に障るからと何度注意されても朝から晩まで指し続けた。母には、小学館の学習雑誌や「将棋世界」などの本を持ってきてもらったという。初めて読んだ将棋の本は「将棋は歩から」（加藤治郎著）

### 少年時代
10歳の時、広島市内の元奨励会員が開く将棋教室に、療養所の月3回の外出日を利用し通い、アマチュア四段を認定される。その後、11歳から名門将棋道場「広島将棋センター」に移ってさらに腕を磨き、中国こども名人戦で4大会連続優勝。また、当時タイトルホルダーの森安秀光（棋聖）を飛車落ちで破るまでに至った。1981年の小学生将棋名人戦の3回戦で佐藤康光と対局し敗れたという。1982年府中町立府中中学校1年の中学生将棋名人戦でベスト8に入り（優勝は中川大輔）、それによる上京の際に真剣師として知られる小池重明と遭遇し、彼と指し合い勝利したエピソードも記録されている。
当時名人候補であった谷川浩司を倒したいという目標により、中学1年生となった1982年にプロ棋士を目指す（谷川の名人就位は1983年）。両親にとってその知らせは青天の霹靂であったが、病気の背景もあってか「好きなことをやらせたい」という思いがあり、師匠探しをすることに。

### 奨励会
しかし、プロ棋士への道はうまくはいかず、以前将棋を教わっていた元奨励会会員は、まだ師匠の紹介は早いと告げ、態度を保留した。しかしながら、病身であり猶予がないことから、これにめげず両親は他に師匠探しを始める。その結果、「広島将棋センター」の日本将棋連盟広島将棋同好会支部の支部長より、大阪の森信雄の紹介を受けた母は聖を引き合わせた。当時30歳であった森は「一目で気に入った。好きなタイプ。普通の子ではない」と思い、聖を絶賛したという。この時、村山は暑がりなのか真冬なのに裸足でズックを履き、ワイシャツを腕まくりしていたと伝えられている。
1982年、森を師匠とし奨励会を受験、合格する。しかし、当初相談を受けた元奨励会員も、実は親交のあった灘蓮照に紹介をしており、灘は弟子としての申請を進めていた。灘はこれを理由に入会に反対し、結果として認められなかった。その後、森の師匠であり当時病床にあった南口繁一の仲裁もあり、翌1983年再受験して5級で入会する。
入会後、大阪で単身で暮らす病身の村山を、師匠の森が同居して親身な世話をして支えた。村山はしょっちゅう熱を出し、「40度になったら死にます」と言っていたが、実際に41度であっても森は「40度になってない。大丈夫や」と嘘をついて村山を安心させた。村山の体調が悪いとき、森はお使いにも出かけた。村山が少女漫画をたくさん求めると、どこで売っているかさえわからなかった森が、あちこちの書店へ奔走した。「どちらが師匠かわからない」ということで知られる逸話である。
その後、師匠の家から1分のところで一人暮らしをはじめ、3000冊の少女漫画などの漫画に囲まれて過ごす。購入するにあたっては同じ巻のものを3冊揃えた。その内訳は、読む分、書棚に飾る分、保存する分だったという。また、読書家でもあり、のちに1998年の「将棋年鑑」アンケートで「好きな作家」に河あきら、麻耶雄嵩、太刀掛秀子、森博嗣、ジェイムズ・ティプトリー・Jr.、アガサ・クリスティ、梶尾真治、倉知淳、ピーター・ラヴゼイを挙げている。また、1997年のインタビュー記事では好きな漫画家として萩尾望都、塀内真人をあげている。しかし、関西将棋会館には体調の許す限り毎日のように通い、研究にいそしんだ。将棋に打ち込みたいあまり、無理をしてでも出かけたことも度々あったという。

### プロデビュー
1986年11月5日にプロデビュー。奨励会入会からプロ入りまで2年11か月は、谷川浩司や羽生善治をも超える異例のスピードであった（しかも村山は病気による止むを得ない不戦敗がたびたびあった）。風貌のイメージともあわせ、「怪童丸」の異称で呼ばれる。
しかし有名になったため、悪口も言われるようになる。村山は髪の毛や爪にも命があり、それを切るのは忍びないという繊細な思いから切ることを極端に嫌がり、ネフローゼ症候群による浮腫もあいまって独特の風貌であったため、周りから不潔だと噂されていた。ある日、森に「僕、不潔と言われるんですが、悪いんですかね」と泣きそうな顔で相談すると、森は「不潔なのは誰でもいややろう。だけど、強くなったら言われなくなる」と励ました。また、ある日森が日本将棋連盟雑誌編集部の大崎善生とともに公園の中を歩いていると、村山と遭遇。村山が「しまった」という感じのバツが悪い様子で歩み寄ったところ、森は「飯食うとるか。髪切りや。たまには歯ぁ磨き。手ぇ出し。（手を握って）まあまあやな」と語りかけ、大崎は強い師弟愛を目の当たりにした。なお、弟弟子に山崎隆之がおり、村山は「肉丸」、山崎は「ちん丸」というあだ名で呼び合っていたという。
奨励会員時代から「終盤は村山に聞け」とまで言われたほどであった。その代表的なエピソードとして、村山を含む棋士達が、A級順位戦の対局を関西将棋会館の控え室で検討していた際、関西の大御所で詰将棋作家でもある内藤國雄が入室してきて「駒（持駒）はぎょうさんある。詰んどるやろ」と言った。そこでほとんどの棋士達が一斉に詰み手順を検討し始めたところ、「村山くんが詰まんと言っています」という声が上がった。後に内藤は「詰みを発見しようという雰囲気の中で『詰まない』と発言するというのは相当な実力と自信」と賞賛している。
村山の目標は他の多くの棋士と同じく「名人」だったが、10代の終わりで「名人になって早く将棋を辞めたい」とも語っていた。自分の時間が残り少ないことの裏返しの言葉だとされている。

### 成人以降
1989年6月15日夜、雀荘にいる森のところまで村山がわざわざ姿を見せ、「二十歳になりました」と話す。その理由は「20歳まで生きることができて嬉しい」ということであった。
棋士としての闘争心は非常に激しく、ライバル棋士たちに対しては盤外でも敵意を剥き出しにすることが多かったが、羽生に対してだけは特別の敬意を払っていたという。当時、羽生を筆頭として10代でプロ棋士になった者らは恐るべき勢いで勝ち進み、新人類棋士、チャイルドブランドなどと呼ばれ、羽生、佐藤康光、森内俊之と村山の4名が、その有力なメンバーであった。この世代が後に「羽生世代」と呼ばれ、将棋界の中心となった。また、「東の羽生、西の村山」と並び称され期待されたが、体調不良で不戦敗になったり、実力を発揮できないこともあり、実績では羽生に遅れを取った。
1989年9月6日、若獅子戦決勝で羽生に敗れる。その6日後のC級1組順位戦でも羽生に敗れたが、感想戦が終わって羽生が席を立つ時、「がんばって昇級してください」と声をかけたという。
翌年、1990年10月1日、第13回若獅子戦決勝で佐藤康光を破り、棋戦初優勝。
1992年度に第42期王将戦の挑戦者となり、1993年1月から谷川浩司王将と七番勝負を戦う。対局用の和服の新調が間に合わず、着たのは公開対局の第3局からであった。その第3局は矢倉戦となったが、初手から終局まで両者の飛車が一度も動かないという珍しい一局となった（右図参照）。七番勝負は0勝4敗で敗れたが、谷川曰く「村山らしくない終盤のミスが何度もあった」。後に将棋フォーカスでは、「私のタイトル戦でも、名誉なタイトル戦で、印象に残っている」と発言している。これが、彼にとって生涯唯一のタイトル戦となった。一方、順位戦では好成績を収め、2年連続昇級で1993年春、B級1組へ昇級する。
1994年1月12日に師匠の森が結婚式を挙げる。結婚するという話を直接聞かされていなかった村山は、披露宴のスピーチで「新聞に出るまで弟子に黙っているなんて、考えられないと思いますけどねぇ」と笑顔で述べ、列席者達を爆笑させた。

### 関東への移籍
その後村山は関西から関東への移籍を決心。森も村山自身のためになるとして賛成し、『将棋世界』編集長となっていた大崎がアパート探しをして数軒の候補に絞った結果、村山は会館から徒歩5分のところに決めた。東京では遊びも覚え、先崎学、郷田真隆ら棋士仲間と麻雀、酒を楽しみ、人生を語り合い、その際結婚願望も口にしたという。「聖」の名から「ひじりちゃん」というあだ名をつけられた。
1995年4月、A級八段まで登りつめ、名人位が射程圏となる。
1996年度の終わり、第30回早指し将棋選手権で優勝。これが村山にとっては新人棋戦以外での唯一の優勝である。また、同時期の1997年2月28日に竜王戦1組の1回戦で羽生と対戦し、強手△7五飛（70手目）から優勢を保って124手目までで羽生に勝ち、通算対戦成績を6勝6敗としている。しかし、この頃から病状が悪化、脱力感や血尿に悩まされるなどして、持ち時間の長い順位戦では成績が振るわず、1997年春、B級1組に降級してしまう。

### 癌との闘い
その直後、進行性膀胱癌が見つかり、東京のアパートを引き払って地元の広島大学病院に入院。村山は「子供を作れなくなるのが嫌だから」と手術を一旦拒否したが、同じ手術をした経験のある男性と会わせて体験談を聞かせるなどして医師が説得。手術を受けることを決断させた。1997年6月16日に行われた手術は、片方の腎臓と膀胱を摘出するという8時間半の大手術であったが、休場することなく棋戦を戦い続けた。抗癌剤や放射線治療については、「脳に悪影響があって将棋に支障が出ては困る」という理由で拒否していた。
手術後早くも復帰の意思を見せ、医者には「脱走してでも行く」と告げるほどであった。同年7月14日、復帰第1戦となった第56期B級1組順位戦2回戦の対丸山忠久戦は、角換わり腰掛け銀の激しい展開から総手数173手という、深夜に及ぶ戦いとなる。持ち時間の残りがなくなり1分将棋となっていたところで、村山は強引に丸山の玉を詰ましにいったが詰まなかった。結果は丸山の勝ちで、33手詰めであった。しかし、病苦に耐えながら指していたとはとても思えない内容の激闘・名局として伝説化されている。この一戦では敗れたものの、1期でA級復帰を決める。同年度は、NHK杯戦でも決勝まで勝ち上がる活躍。決勝の相手は羽生であった。村山優勢で進んでいたが、最後に秒読みに追われてミス（68手目△7六角）をして優勝を逃す。しかし、局後のインタビューでは、「優勝したはずなんですが、ポカしてしまいました」と笑顔で冗談混じりに答えた。これで羽生との対戦を通算6勝7敗で終えた（休場による4月の不戦敗も含めると6勝8敗）。

### 癌の再発・死去
1998年春、癌の再発・転移が見つかり、「1年間休戦し療養に専念」する旨を公式発表。森は「1年休んだら弱くなるぞ」と言ったが、村山は「命のほうが大事ですから」と答え、彼は「変わったな」と思ったという。同年3月の最後の対局を5戦全勝で終えて将棋対局の場から離れ、A級復帰祝賀会が村山最後の表舞台となった。1998年版「将棋年鑑」のプロフィールでは、「今年の目標は？」との項目に「生きる」と書き残している。
以降、広島大学病院の名札の無い病室でひっそりと過ごし、8月8日に死去（享年29）。名人になる夢は叶わなかった。薄れていく意識の中でも棋譜をそらんじ、「……2七銀」が最期の言葉であったという。遺志により葬儀は家族のみの密葬とし、葬儀終了後にその死が将棋界に伝えられ、大きな衝撃を与えた。日本将棋連盟は、その功績を讃えて逝去翌日の8月9日付けで九段を追贈した。また、「将棋世界」は98年10月号を「特別追悼号 さようなら、村山聖九段」と題して発行し、無冠の棋士の死を悼んだ。A級在籍のまま逝去したのは、山田道美、大山康晴に続き史上3人目である。
死後、地元府中町では「村山聖杯将棋怪童戦」を、日本将棋連盟広島将棋同好会支部・中国放送・中国新聞社と共催し、顕彰に努めている。

### 棋士活動以外のエピソード
村山はかなりの負けず嫌いな性格であった。将棋以外にも、囲碁や麻雀で負けた際も非常に悔しがっていた。生前、徹夜で麻雀に付き合った当時奨励会三段だった瀬川晶司は「なんて子供っぽい人だろう」と思い、「A級がそんなことを言うたらあかんがな」と言ったことがある。これがきっかけとなり、村山は、亡くなるまで彼と親交を持った。
麻雀については映画『聖の青春』でも語られ、ライバルの羽生は将棋と共にチェス（チェスは将棋と同じインドのチャドランガを祖とする兄弟関係であり、ルールも似ている）との二刀流であるのに対し、村山は囲碁や麻雀（特に麻雀は劇中で語られる）など将棋とルールや先読み能力などが全く異なるゲームも並行して三刀流以上であった。
指導棋士の加藤昌彦は、奨励会から去る時の送別会の酒席で村山から「加藤さんは負け犬ですよ」と言われたことに怒り、殴り合いの喧嘩に発展したことがあると語っている。映画『聖の青春』にもこのエピソードが描かれており、映画を見た加藤は「ほぼ、あの通りです。25年前のことなんですが、何とも言えない複雑な気持ちになる。ぼくは将棋界に帰ってくるつもりはなかったし、村山君もぼくとの別れが寂しかったんでしょう」とコメントしている。
晩年に病気に苦しめられた時に母に治療しろと強く言われるが、聖は麻酔による脳へのダメージで将棋が弱くなるとして治療を拒否し、母は説得を諦めた。
他棋士の間でゴルフブームが起きた時に、村山もゴルフをやりたいと言ったが師匠・森信雄がゴルフなんかやったら病弱で死んでしまうとしてゴルフ厳禁にし、村山は抗議し殴り合い状態にまでなった。
詰将棋の創作に関しては発表した作品は１題のみで、それも協力詰と呼ばれるフェアリー詰将棋の一種である。これは普通の詰将棋と違い、玉方が最短手順で応じるものである。この作品は将棋世界平成8年5月号付録・全棋士出題詰将棋＋私の近況PART2に収録されている。

## 昇段履歴
- 1983年12月01日 ： 5級（奨励会入会）[11]
- 1984年06月00日 ： 4級（9勝2敗）[12]
- 1984年08月00日 ： 3級（9勝2敗）[13]
- 1984年09月00日 ： 2級（6連勝）[14]
- 1985年01月00日 ： 1級（9勝3敗）[15]
- 1985年08月00日 ： 初段（12勝4敗）[16]
- 1986年01月00日 ： 二段（12勝4敗）[17]
- 1986年07月00日 ： 三段（12勝4敗）[18]
- 1986年11月05日 ： 四段（13勝4敗） = プロ入り（奨励会在籍2年11か月）[19]
- 1988年04月01日 ： 五段（順位戦C級1組昇級）
- 1991年10月31日 ： 六段（勝数規定／五段昇段後公式戦120勝）
- 1993年04月01日 ： 七段（順位戦B級1組昇級）
- 1995年04月01日 ： 八段（順位戦A級昇級）
- 1998年08月08日 ： 現役死去（享年29）
- 1998年08月09日 ： 九段（追贈）

## 主な成績
通算成績 = 557対局 356勝201敗（勝率0.639）

### タイトル戦登場
- 王将挑戦（第42期 = 1992年度）
登場回数 1回、獲得なし

### 一般棋戦の優勝歴
- 若獅子戦：1回（第13回 = 1989年度、決勝は1990年10月1日）
- 早指し将棋選手権：1回（第30回 = 1996年度） 
優勝回数 合計2回

### 将棋大賞
- 第20回（1992年度） 敢闘賞
- 第26回（1998年度） 特別賞

### 在籍クラス
| 開始 年度 | (出典)順位戦出典 | (出典)順位戦出典                     | (出典)順位戦出典 | (出典)順位戦出典 | (出典)順位戦出典 | (出典)順位戦出典 | (出典)順位戦出典 | (出典)順位戦出典 | (出典)竜王戦出典 | (出典)竜王戦出典                                    | (出典)竜王戦出典                                    | (出典)竜王戦出典                                    | (出典)竜王戦出典                                    | (出典)竜王戦出典                                    | (出典)竜王戦出典                                    | (出典)竜王戦出典                                    | (出典)竜王戦出典                                    | (出典)竜王戦出典                                    |
| 開始 年度 | 期               | 名人                                 | A級              | B級              | B級              | C級              | C級              | 0                | 期               | 竜王                                                | 1組                                                 | 2組                                                 | 3組                                                 | 4組                                                 | 5組                                                 | 6組                                                 | 決勝 T                                              |                                                     |
| 開始 年度 | 期               | 名人                                 | A級              | 1組              | 2組              | 1組              | 2組              | 0                | 期               | 竜王                                                | 1組                                                 | 2組                                                 | 3組                                                 | 4組                                                 | 5組                                                 | 6組                                                 | 決勝 T                                              |                                                     |
| --- | ---------------- | ------------------------------------ | ---------------- | ---------------- | ---------------- | ---------------- | ---------------- | ---------------- | ---------------- | --------------------------------------------------- | --------------------------------------------------- | --------------------------------------------------- | --------------------------------------------------- | --------------------------------------------------- | --------------------------------------------------- | --------------------------------------------------- | --------------------------------------------------- | --------------------------------------------------- |
| 1987 | 46               |                                      |                  |                  |                  |                  | C251             | 9-1              | 1                |                                                     |                                                     |                                                     |                                                     |                                                     |                                                     | 6組                                                 | --                                                  | ラ0-1/昇決2-1                                       |
| 1988 | 47               |                                      |                  |                  |                  | C121             |                  | 7-3              | 2                |                                                     |                                                     |                                                     |                                                     |                                                     |                                                     | 6組                                                 | --                                                  | ラ1-1/昇決3-0                                       |
| 1989 | 48               |                                      |                  |                  |                  | C107             |                  | 4-6              | 3                |                                                     |                                                     |                                                     |                                                     |                                                     | 5組                                                 |                                                     | --                                                  | ラ2-1/昇決3-0                                       |
| 1990 | 49               |                                      |                  |                  |                  | C115             |                  | 6-4              | 4                |                                                     |                                                     |                                                     |                                                     | 4組                                                 |                                                     |                                                     | --                                                  | ラ4-1 (2位)                                         |
| 1991 | 50               |                                      |                  |                  |                  | C108             |                  | 10-0             | 5                |                                                     |                                                     |                                                     | 3組                                                 |                                                     |                                                     |                                                     | 2-1                                                 | ラ4-0 (1位)                                         |
| 1992 | 51               |                                      |                  |                  | B219             |                  |                  | 9-2              | 6                |                                                     |                                                     | 2組                                                 |                                                     |                                                     |                                                     |                                                     | --                                                  | ラ0-1/昇決0-1/残決1-0                               |
| 1993 | 52               |                                      |                  | B112             |                  |                  |                  | 7-4              | 7                |                                                     |                                                     | 2組                                                 |                                                     |                                                     |                                                     |                                                     | 0-1                                                 | ラ4-0 (1位)                                         |
| 1994 | 53               |                                      |                  | B104             |                  |                  |                  | 9-2              | 8                |                                                     | 1組                                                 |                                                     |                                                     |                                                     |                                                     |                                                     | --                                                  | ラ0-1/出決1-1                                       |
| 1995 | 54               |                                      | A 10             |                  |                  |                  |                  | 4-5              | 9                |                                                     | 1組                                                 |                                                     |                                                     |                                                     |                                                     |                                                     | --                                                  | ラ0-1/出決1-1                                       |
| 1996 | 55               |                                      | A 08             |                  |                  |                  |                  | 3-6              | 10               |                                                     | 1組                                                 |                                                     |                                                     |                                                     |                                                     |                                                     | --                                                  | ラ1-1/出決0-1                                       |
| 1997 | 56               |                                      |                  | B101             |                  |                  |                  | 9-3              | 11               |                                                     | 1組                                                 |                                                     |                                                     |                                                     |                                                     |                                                     | --                                                  | ラ2-1/出決0-1                                       |
| 1998 | 57               |                                      | A 10             |                  |                  |                  |                  | 休場             |                  | 第11期竜王戦の敗戦2局は、いずれも途中休場による不戦 | 第11期竜王戦の敗戦2局は、いずれも途中休場による不戦 | 第11期竜王戦の敗戦2局は、いずれも途中休場による不戦 | 第11期竜王戦の敗戦2局は、いずれも途中休場による不戦 | 第11期竜王戦の敗戦2局は、いずれも途中休場による不戦 | 第11期竜王戦の敗戦2局は、いずれも途中休場による不戦 | 第11期竜王戦の敗戦2局は、いずれも途中休場による不戦 | 第11期竜王戦の敗戦2局は、いずれも途中休場による不戦 | 第11期竜王戦の敗戦2局は、いずれも途中休場による不戦 |
| |                  | 第57期順位戦は休場、1998年8月8日死去 |                  |                  |                  |                  |                  |                  |                  |                                                     |                                                     |                                                     |                                                     |                                                     |                                                     |                                                     |                                                     |                                                     |
| 順位戦、竜王戦の 枠表記 は挑戦者。右欄の数字は勝-敗(番勝負/PO含まず)。 順位戦の右数字はクラス内順位 ( x当期降級点 / *累積降級点 / +降級点消去 ) 順位戦の「F編」はフリークラス編入 /「F宣」は宣言によるフリークラス転出。 竜王戦の 太字 はランキング戦優勝、竜王戦の 組(添字) は棋士以外の枠での出場。 （村山聖九段(追贈)は1998年4月から休場、1998年8月8日 死去。） |                  |                                      |                  |                  |                  |                  |                  |                  |                  |                                                     |                                                     |                                                     |                                                     |                                                     |                                                     |                                                     |                                                     |                                                     |

### 年度別成績
| 年度             | 対局数 | 勝数 | 負数 | (不戦敗) | 勝率  | (出典)        |
| ---------------- | ------ | ---- | ---- | -------- | ----- | ------------- |
| 1986年度         | 13     | 12   | 1    |          | 0.923 | [ 20 ]        |
| 1987年度         | 47     | 29   | 18   |          | 0.617 | [ 20 ]        |
| 1988年度         | 45     | 31   | 14   |          | 0.688 | [ 20 ]        |
| 1989年度         | 51     | 29   | 22   |          | 0.568 | [ 20 ]        |
| 1990年度         | 48     | 35   | 13   |          | 0.729 | [ 20 ] [ 23 ] |
| 1986-1990 (小計) | 204    | 136  | 68   |          |       |               |
| 年度             | 対局数 | 勝数 | 負数 | (不戦敗) | 勝率  | (出典)        |
| 1991年度         | 59     | 44   | 15   |          | 0.746 | [ 20 ] [ 24 ] |
| 1992年度         | 51     | 33   | 18   |          | 0.647 | [ 20 ] [ 25 ] |
| 1993年度         | 47     | 29   | 18   |          | 0.617 | [ 20 ] [ 26 ] |
| 1994年度         | 47     | 29   | 18   |          | 0.617 | [ 20 ] [ 27 ] |
| 1995年度         | 43     | 23   | 20   |          | 0.535 | [ 20 ] [ 28 ] |
| 1996年度         | 52     | 30   | 22   |          | 0.577 | [ 20 ] [ 29 ] |
| 1997年度         | 49     | 32   | 17   |          | 0.653 | [ 20 ] [ 30 ] |
| 1998年度         | 5      | 0    | 5    | (5)      | 0.000 | [ 20 ] [ 31 ] |
| 1991-1998 (小計) | 353    | 220  | 133  |          |       |               |
| 通算             | 557    | 356  | 201  | (12)     | 0.639 | [ 20 ]        |
| 1998年8月8日死去 |        |      |      |          |       |               |

## 村山に関連する作品
ドキュメンタリー番組
- 『驚きももの木20世紀』「村山聖・29歳無念の死」（1999年1月29日、テレビ朝日）
- 『知ってるつもり?!』「聖の青春 村山聖」（2001年2月11日、日本テレビ）
- 『にっぽん紀行』「29歳で逝ったあなたへ〜東出昌大 伝説の棋士を巡る旅〜」（2016年11月23日、NHK総合）

ノンフィクション
- 『聖の青春』（2000年・大崎善生著）：第13回新潮学芸賞、将棋ペンクラブ大賞を受賞。
  - 2001年：村山の出身地である広島の中国放送制作による新春スペシャルドラマ『聖の青春』がTBS系列で全国放送され、村山役を藤原竜也が演じた。また演劇台本ともなり、何度か舞台上演されている。
  - 2016年：映画化され、村山役を演じる松山ケンイチは腎臓病の影響がある風貌の役作りのために20kg以上の体重増を実行した[32]。
  - ネフローゼ症候群患者の側面に焦点を当てた書評に、月刊ノーマライゼーション2004年4月号（日本障害者リハビリテーション協会）がある[33]。
- 道徳の教科書でもその生涯が取り上げられている。『小学道徳6　はばたこう明日へ』（2022年・教育出版）、『中学生の道徳　自分を考える2』（2022年・あかつき教育図書）

漫画
- 『聖 -天才・羽生が恐れた男-』作画:山本おさむ、監修:森信雄。
- 『月下の棋士』に登場する棋士「村森聖」は、彼がモデルである[34]。
- 『3月のライオン』に登場する棋士「二海堂晴信」も彼をモデルとしているといわれている [35]。
  - 2016年：テレビアニメ化、声:岡本信彦、三瓶由布子（小学生）。
  - 2017年：実写映画化、演:染谷将太。

## 関連書籍
- 『聖の青春』（大崎善生・著、2002年5月、講談社、ISBN 4-06-273424-9）
- 『村山聖名局譜』（羽生善治／先崎学・共著、2000年11月、日本将棋連盟、ISBN 4-8197-0211-4）
- 『聖 -天才・羽生が恐れた男-』（山本おさむ・著、森信雄・監修、全9巻、小学館、ISBN 4-09-185601-2 ほか）
- 『村山聖自筆原稿』2006年（フリー編集者の堀内恭が発行しているミニペーパー「入谷コピー文庫」の一冊[36]）
- 『村山聖全局集（上・下）』（村山聖・著、2020年8月、日本将棋連盟、ISBN 978-4-8399-7363-6、ISBN 978-4-8399-7364-3）

　自戦記など村山本人による発表済み文章も収録されているが、村山は1998年死去のため実際の著者は不明。

## テレビ番組
- 名勝負の解説村山聖特集（解説：郷田真隆、聞き手：中井広恵）

1. 第46期 C級2組順位戦 村山 聖四段 vs 森下卓五段 対局日：1987年9月8日
2. 第47期 C級1組順位戦 村山 聖五段 vs 羽生 善治五段 対局日：1989年1月24日
3. 第50期 C級1組順位戦 村山 聖五段 vs 佐藤 康光五段 対局日：1991年6月11日
4. 第42期 王将戦 挑戦者決定リーグ戦 村山 聖六段 vs羽生 善治王座 対局日：1992年12月9日
5. 第42期 王将戦 挑戦手合七番勝負-1 村山 聖六段 vs谷川 浩司王将 対局日：1993年1月13日
6. 第54期 A級順位戦 村山 聖八段 vs 中原誠永世十段 対局日：1995年7月28日
7. 第55期 A級順位戦 村山 聖八段 vs 谷川 浩司九段 対局日：1996年5月28日
8. 第30回 早指し将棋選手権戦 準決勝-1 村山 聖八段 vs 内藤國雄九段 対局日：1997年1月18日
9. 第56期 B級1組順位戦 村山 聖八段 vs 丸山 忠久七段 対局日：1997年7月14日